# Patuakhali Sadar
Patuakhali Sadar è un sottodistretto (upazila) del Bangladesh situato nel distretto di Patuakhali, divisione di Barisal. Si estende su una superficie di 362,62 km² e conta una popolazione di 316.462 abitanti (dato censimento 1991).